# Kvadrika
Kvadrika neboli kvadratická plocha je algebraická plocha 2. stupně.
V lineární soustavě souřadnic ji lze vyjádřit pomocí rovnice 2. stupně.
V užším smyslu slova se kvadrikou rozumí kvadratická plocha v trojrozměrném (často euklidovském) prostoru.

## Euklidovská klasifikace kvadrik v trojrozměrném euklidovském prostoru
| Regulární reálné kvadriky   | Regulární reálné kvadriky                                                        | Regulární reálné kvadriky |
| --------------------------- | -------------------------------------------------------------------------------- | ------------------------- |
| Elipsoid                    | {\displaystyle {x^{2} \over a^{2}}+{y^{2} \over b^{2}}+{z^{2} \over c^{2}}=1\,}  |                           |
| Rotační elipsoid            | {\displaystyle {x^{2} \over a^{2}}+{y^{2} \over a^{2}}+{z^{2} \over b^{2}}=1\,}  |                           |
| Kulová plocha               | {\displaystyle {x^{2} \over a^{2}}+{y^{2} \over a^{2}}+{z^{2} \over a^{2}}=1\,}  |                           |
| Eliptický paraboloid        | {\displaystyle {x^{2} \over a^{2}}+{y^{2} \over b^{2}}-z=0\,}                    |                           |
| Rotační paraboloid          | {\displaystyle {x^{2} \over a^{2}}+{y^{2} \over a^{2}}-z=0\,}                    |                           |
| Hyperbolický paraboloid     | {\displaystyle {x^{2} \over a^{2}}-{y^{2} \over b^{2}}-z=0\,}                    |                           |
| Jednodílný hyperboloid      | {\displaystyle {x^{2} \over a^{2}}+{y^{2} \over b^{2}}-{z^{2} \over c^{2}}=1\,}  |                           |
| Dvojdílný hyperboloid       | {\displaystyle {x^{2} \over a^{2}}+{y^{2} \over b^{2}}-{z^{2} \over c^{2}}=-1\,} |                           |
| Singulární kvadriky         |                                                                                  |                           |
| Kuželová plocha             | {\displaystyle {x^{2} \over a^{2}}+{y^{2} \over b^{2}}-{z^{2} \over c^{2}}=0\,}  |                           |
| Rotační kuželová plocha     | {\displaystyle {x^{2} \over a^{2}}+{y^{2} \over a^{2}}-{z^{2} \over b^{2}}=0\,}  |                           |
| Eliptická válcová plocha    | {\displaystyle {x^{2} \over a^{2}}+{y^{2} \over b^{2}}=1\,}                      |                           |
| Rotační válcová plocha      | {\displaystyle {x^{2} \over a^{2}}+{y^{2} \over a^{2}}=1\,}                      |                           |
| Hyperbolická válcová plocha | {\displaystyle {x^{2} \over a^{2}}-{y^{2} \over b^{2}}=1\,}                      |                           |
| Parabolická válcová plocha  | {\displaystyle x^{2}+2ay=0\,}                                                    |                           |